# Rolland-Pilain
La Rolland-Pilain è stata una casa automobilistica francese fondata nel 1905 e attiva nella costruzione di automobili dal 1907 al 1927.

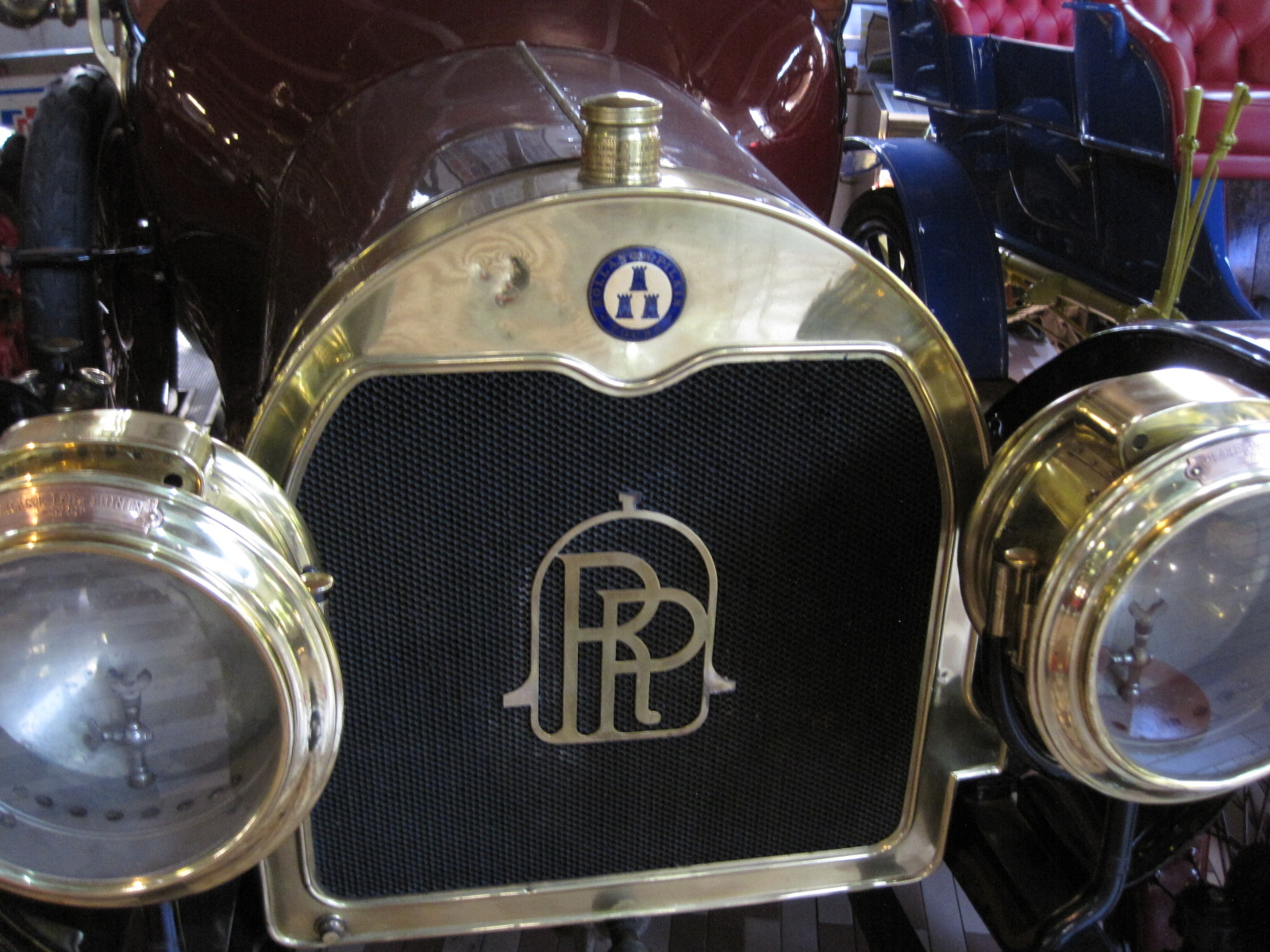
Rolland-Pilain 16HP Torpedo del 1908(Collection Panini)

Il 4 novembre 1905 François Rolland ed Émile Pilain costituirono una società in nome collettivo denominata "Rolland et Pilain", con sede in rue Victor Hugo a Tours, con un capitale di 40.000 franchi. Inizialmente nota per la costruzione e la manutenzione di tutti i tipi di cicli, l'azienda si trasformò nella produzione di automobili nel 1907.
Nel dicembre 1909 il capitale venne elevato a 525.000 franchi, dei quali una quota di maggioranza, pari a 500.000 franchi, fornita da Rolland e 25.000 da Pilain. Nel 1911 l'azienda si spostò in place Rabelais, sempre a Tours, modificando la ragione sociale in Société anonyme Etablissements Rolland & Pilain. La produzione comprendeva due gamme di auto, da competizione e da turismo, così come rimarranno fino alla scomparsa del marchio.
Al salone dell'automobile di Parigi del 1923 la Rolland-Pilain presentò il suo modello più noto, la C23, detta anche "2 litri", che rimase in produzione, in diverse versioni, fino al 1927. La vettura era equipaggiata con un motore 4 cilindri in linea, ad asse a camme in testa, da 1997 cm³.
Nel 1923 una Rolland-Pilain vinse la prima edizione del Gran Premio di San Sebastián e nel 1924 la 2 litri stabilì il record francese di 24 ore sul circuito di Montlhéry alla media di 104 km/h. La C23 Super Sport si classificò al settimo posto alla 24 Ore di Le Mans sia nel 1925 che nel 1926, percorrendo oltre 2.000 km e nel 1927 tutte le Rolland-Pilain partecipanti al Rally di Monte Carlo conclusero la gara.
Nonostante tutti questi successi sportivi le finanze vennero a mancare e la 2litri C23 troppo costosa da produrre. La produzione cessò nel 1927 e la S.A. Rolland et Pilain venne dichiarata fallita nel 1928.
Tra il settembre 1927 e l'aprile del 1928, il pilota e dirigente dell'azienda Gustave Duverne partecipò al raid Parigi-Hanoi-Saigon con una 6 cilindri F28, giungendo al traguardo senza grossi problemi. Solo al suo ritorno in Francia scoprì che l'azienda era fallita.
François Rolland dovette cedere il controllo della fabbrica di Tours ad altri azionisti. Il fratello Lucien, che già era direttore tecnico, Gustave Duverne, insieme a Emile Pilain, costituirono una nuova società tentando di riavviare la produzione della F28 nella sede di Levallois-Perret ma senza successo. Pilain si ritirò dalla società nel 1929 per aprire un magazzino di ricambi del marchio e la fabbrica chiuse definitivamente nel 1932.